# Rio Tensaw
O rio Tensaw é um curso de água localizado no condado de Baldwin, no estado do Alabama, Estados Unidos. O nome "Tensaw" deriva dos históricos povos indígenas Taensa.

## Descrição
O rio Tensaw é um distributário do rio Mobile, com cerca de 66 quilômetros de extensão. Sua formação ocorre aproximadamente 10 quilômetros ao sul da junção dos rios Tombigbee e Alabama, que dão origem ao Mobile.
O Tensaw flui paralelo aos rios Mobile e Middle, sendo o mais oriental entre eles. Diversos canais secundários se estendem a partir de seu leito principal para o condado de Baldwin. O rio deságua na Baía de Mobile nas proximidades das ilhas Blakeley e Pinto, a cerca de 2,9 quilômetros a leste do centro da cidade de Mobile.